# Sonax
Sonax (Со́накс) — немецкая компания, занимающаяся производством средств премиум-класса по уходу за автомобилем. Выпускает такие продукты, как автокосметика, стеклоомыватели и технические аэрозоли. Главный офис компании Sonax находится в Германии, а сама компания представлена в 80 странах мира.

## История
В 1905 году немецкий архитектор Франц Хоффманн открыл в Нойбурге химическое предприятие по добыче горной породы — диатомита, или кремнезема. Из него делали порошок, который использовался для полировки металлов и различных поверхностей в хозяйстве. Планируя в будущем создать уникальный полироль, Франц основал компанию Hoffman Mineral. Мечту Хоффманна смогли осуществить его дети. После войны компания начала выпуск полироля для серебра в плоской баночке с логотипом Sona. Полироль не пользовался спросом, так как мог очищать только столовое серебро и больше ни для чего не подходил. Тогда появилась идея создать полироль для автомобиля.
Было решено дать другое название новому продукту. К слову Sona добавили букву X, которая стала обозначать воск — обязательный компонент в составе полироля.
Но есть и другая легенда, которая гласит, что название сформировалось благодаря немецким словам sonne и wax — солнце и воск.
Как бы ни расходились мнения историков, точно известна дата основания марки. В 1950 году Манфред Хоффманн, внук Франца, основал дочернюю компанию Sonax и зарегистрировал новый товарный знак.
В 1962 году, с приходом зимы и свирепых морозов, в продажу вышел самый эффективный размораживатель de-icer в аэрозольных баллончиках, который растворял лёд, при этом не замерзал сам, в отличие от своих предшественников. Это был прорыв. В ту зиму Sonax выходит в лидеры продаж в Западной Европе.
В 1984 году владельцем компании Sonax становится Манфред Хоффманн младший. С его приходом обороты компании выросли до 30 млн немецких марок. На сегодняшний день компания имеет представительство в 80 странах по всему миру. Экспорт вырос на 30 %, а дочерние компании в Австрии и Нидерландах усиливают позиции компании на зарубежных рынках. В 2012 году марка Sonax была названа «Брендом века» известным немецким издателем Флорианом Лангерсшайдтом.

## Sonax вРоссии
Продвижением и продажей продуктов Sonax на территории Российской Федерации занимается ООО Русавтолак. Основными каналами продаж средств по уходу за автомобилем в России являются крупные торговые сети, СТО и АЗС.

## Sonax на Украине
Официальный дистрибютор Sonax на Украине — компания МоторСпорт

## Продукция
Компания занимается производством продукции премиум-класса по уходу за автомобилем уже более 60 лет и имеет широкий ассортимент автокосметики и аксессуаров:
• серия Xtreme;

• для наружных лакокрасочных и хромированных поверхностей;

• для внутренней отделки и стекол;

• для пластиковых поверхностей;

• для шин, дисков и резиновых поверхностей;

• для профессионалов и СТО;

• для автоматической мойки автомобиля;

• для антикоррозийной обработки днища и различных полостей;

• зимний ассортимент;

• аксессуары и вспомогательные средства.

## Спонсорство
С начала своего появления бренд SONAX является официальным поставщиком продукции для таких команд и соревнований, как:

• Arden International в GP2;

• Red Bull Formula 1;

• British Touring Car Championship;

• австралийская серия V8 Supercars;

• американский чемпионат Champ Car Atlantic Championship, а также для международных команд Audi и BMW в DTM.
Айртон Сенна, Михаэль Шумахер, Хайнц-Харальд Френтцен и Жак Вильнев пересекали финишную черту с логотипом SONAX.